# Memoria ottica
Per memoria ottica si intende qualsiasi metodo di memorizzazione che utilizza un laser per memorizzare ("scrivere") e richiamare ("leggere") dati da un supporto ottico.
Il laser ha un'intensità maggiore in scrittura: di fatto crea dei forellini sul disco, i pit, che assumono valore binario "0" e lascia invece delle zone lisce, i land, che assumono valore binario "1". In lettura invece passa sul disco un laser d'intensità minore e, quando passa sul land, essendo una superficie liscia esso riflette e va su un diodo rilevatore che lo interpreta appunto come 1, quando invece questo laser incontra un pit, non riflette ma passa nel foro e viene quindi interpretato come 0.
I tre tipi di memoria ottica sono:
1. ROM (Read Only Memory) ovvero di sola lettura
2. WORM (Write Once Read Many) sono scrivibili una sola volta finché la memoria non è piena; i dati non possono essere cancellati, infatti per modifiche bisogna occupare un nuovo spazio di memoria, e poi è possibile la sola lettura
3. RW (Rewritable) o "Erasable" sono riscrivibili più volte, tramite alcune tecniche come quella delle bolle. L'organizzazione dei file è di tipo gerarchico e il richiamo dei dati è rapido.